# Oskar Gröning
Oskar Gröning, zwany buchalterem / księgowym Auschwitz (ur. 10 czerwca 1921 w Nienburg, zm. 9 marca 2018) – niemiecki SS-Unterscharführer z czasów II wojny światowej, pełniący w latach 1942–1944 funkcję strażnika w niemieckim-nazistowskim obozie koncentracyjnym Auschwitz-Birkenau.

## Życiorys
Przed powołaniem do wojska zdobył zawód o specjalności bankowej. Jako entuzjasta nazizmu zgłosił się do Waffen-SS jako ochotnik. W Auschwitz-Birkenau Gröning pełnił funkcję księgowego, odpowiadając za selekcję rzeczy więźniów i pomordowanych oraz gromadzenie i podział ich pieniędzy między innymi według walut.
W 1944 r. został na własną prośbę przeniesiony na front i trafił do Ardennes we Francji. Brał udział w walkach i 10 czerwca 1944 r. został ranny i dostał się do niewoli brytyjskiej. Jako jeniec zataił pracę w obozie zagłady. Do Niemiec powrócił w 1948 r. Z powodu przynależności do SS nie mógł kontynuować pracy w zawodzie, był więc pracownikiem huty szkła, z czasem awansując do stopnia kierownika ds. personalnych w fabryce. Jego hobby była filatelistyka.

## Proces
Przez wiele lat nie był ścigany, zgodnie z obowiązującą wykładnią prawa, że warunkiem skazania jest udowodnienie indywidualnej winy oskarżonego. 
W 2014 r., w wieku 93 lat, został oskarżony o pomocnictwo w zamordowaniu 300 tys. osób w okresie służby w Auschwitz-Birkenau. Sprawa Gröninga toczyła się od kwietnia 2015 r. przed sądem w Lüneburgu. Przed sądem mówił: Proszę o wybaczenie. Ponoszę moralną winę, ale o tym, czy jestem winny w świetle prawa, musicie zdecydować wy. 15 lipca 2015 sąd okręgowy w Lüneburgu uznał, iż 94-letni esesman jest winny pomocnictwa w zamordowaniu co najmniej 300 tys. osób i orzekł wobec niego 4 lata więzienia. Dodatkowo sąd okręgowy w Luneburgu obciążył Gröninga w wyroku obowiązkiem pokrycia kosztów procesu, które ocenia się na kilkaset tys. euro.
Był on jednym z rzadkich przypadków, w którym oskarżony o zbrodnie wojenne nie zaprzeczał swojemu udziałowi, lecz przyznał, że uczestniczył w tym, co działo się w Auschwitz i że jest mu przykro. Adwokaci oskarżycieli posiłkowych nie zgodzili się na tak łagodne potraktowanie zbrodni wojennych i zapowiedzieli złożenie odwołania od wyroku, żądając skazania za zabójstwo, a nie tylko za pomocnictwo.
Obrona złożyła apelację od wyroku, ale w listopadzie 2016 roku Federalny Trybunał Sprawiedliwości podtrzymał wyrok skazujący. Obrona podnosiła wówczas argument, zgodnie z którym odbywanie kary więzienia ze względu na stan zdrowia skazanego jest groźne dla jego życia, jednak biegły lekarz powołany przez prokuraturę uznał Gröninga za zdolnego do odbycia kary.